# Lafé-Baleng
Lafé-Baleng est une ancienne commune du Cameroun établie entre 1996 et 2007. Baleng est un village de l'ouest Cameroun, en 'pays' Bamiléké, chef-lieu de la commune d'arrondissement de Bafoussam 2e, subdivision de la communauté urbaine de Bafoussam.
Son chef actuel est Fô'o Negou II Tela Guillaume Alain (depuis 2013).

## Géographie
Baleng est un village Bamiléké perché dans les hauts plateaux montagneux de l’Ouest Cameroun. La rivière Noun marque sa frontière Nord avec les Bamouns. Il est séparé au Nord-Ouest par deux villages : Bapi et Bandeng. À l’ouest, Bamougoum le sépare du village Bansoa et du village Bameka. Il partage ses frontières Sud et Est avec Bafoussam.

## Histoire
Baleng, Ba signifie les gens et Leng franc-viseur en langue locale. La tradition orale rapporte que les Baleng, réputés pour leur aptitude à affronter les dangers[réf. souhaitée], soient les premiers bamiléké à braver le Noun, rivière à fort courant, infestée de crocodiles et d’hippopotames. En témoigne sa frontière Nord actuelle séparée par le Noun. Le fondateur du village et premier roi sa majesté Fô'o Fondoup installe la première chefferie Baleng à Ndoupé en 1541. Quelques années plus tard, pour raison de sécurité, la chefferie est transférée de Ndoupé à Famtchouet située à moins de 5 km à vol d’oiseau par son héritier Sa Majesté Fô'o Tchoungafo. Sa Majesté Fô'o Nembouet Me Negou transfère la chefferie à son actuel emplacement situé entre les grands quartiers de Baleng : Lafé, Tougang, Ndionkou et Lagoueng. Fô'o Nembouet décède le 18 août 1970, Fô'o Tela Nembot Gilbert à 20 ans lui succède. Il meurt le 5 octobre 2012 des suites d'une longue maladie[réf. nécessaire] après 42 ans de règne. Son fils Guillaume Alain Negou Tela est désigné par Fô'o Djomo Honoré (Roi Bandjoun) comme le 21e Roi Baleng en Novembre 2012 . Celui-ci prendra officiellement le trône le 26 janvier 2013
La tradition Baleng[réf. nécessaire] veut qu'on offre au chef ce que l'on a de plus précieux, pour espérer ainsi un rang social plus élevé.
La commune rurale de Lafé-Baleng est instaurée en 1995, elle s'étendait sur 218 km2,  et logeait 39 845 habitants, son maire : Emmanuel Tagne Ngeko. En 2008, elle est remembrée dans la commune d'arrondissement de Bafoussam II.

## Population
La localité compte 45 845 habitants.

## Économie

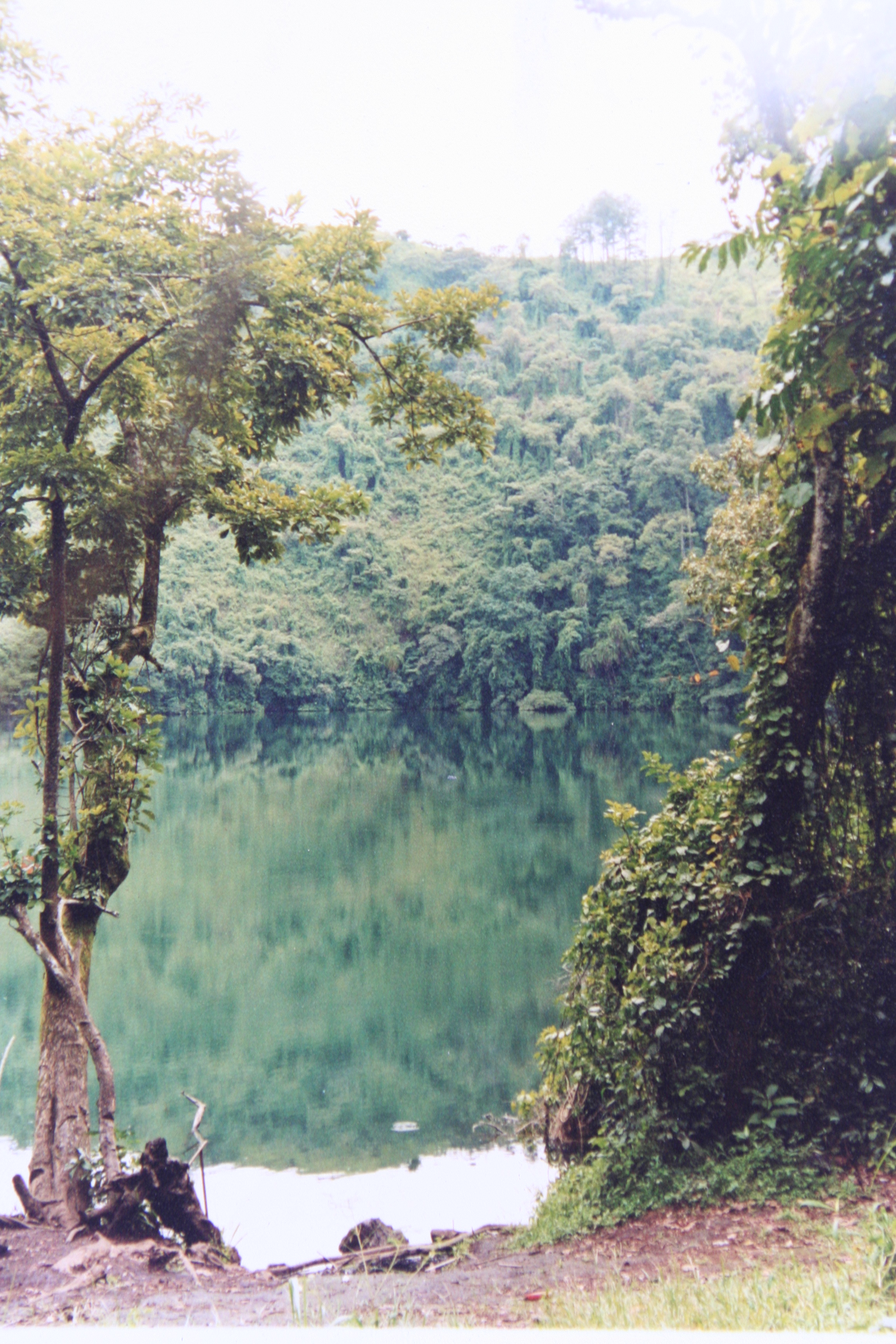
Le lac de cratère.

Le maïs et le haricot sont les principales cultures. Leurs récoltes séparées de six mois constituent les principales sources de revenus et d'alimentation des habitants du village.
Le plantain, les ignames, les fruits et légumes sont tributaires des aléas climatiques (tempêtes, sévérité de la sécheresse, pluviométrie...) et ne constituent de ce fait qu'une source d'appoint de revenus et d'alimentation.

## Culture et tourisme
Le festival ngou ngoung de la Chefferie de Baleng, destiné à l’initiation des jeunes aux us et coutumes de la société, se déroule pendant plusieurs mois tous les deux ans.

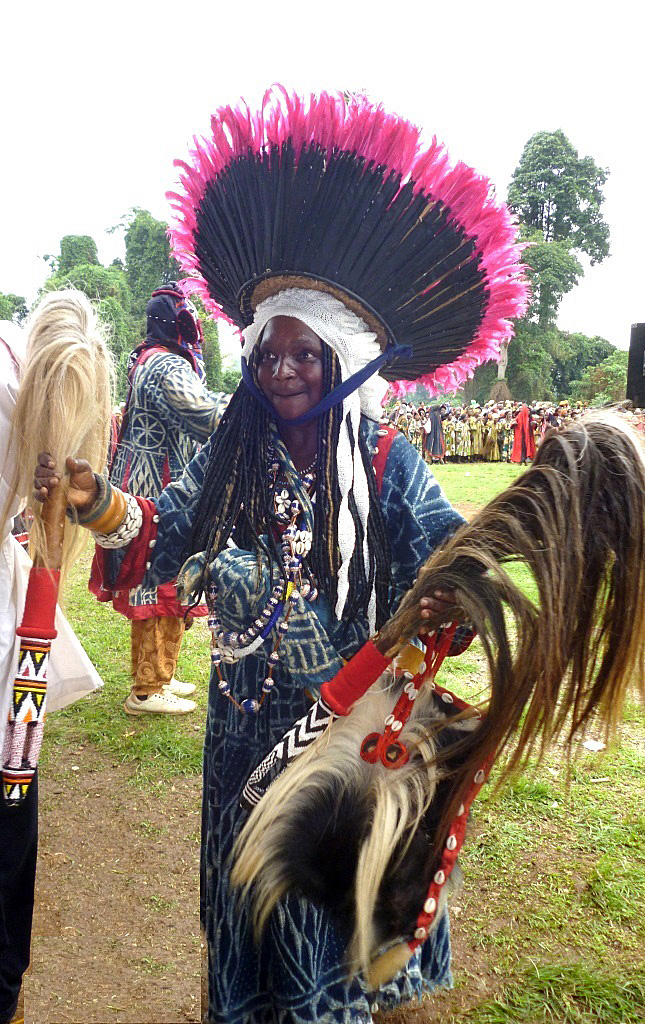
Femme mafo lors des funérailles d'un chef bamiléké

Le principal site touristique à Baleng est son lac de cratère. On note aussi son carnaval biennal qui se distingue des autres danses Bamileké par son mythe resté inchangé malgré l’impérialisme et le modernisme.

## Personnalités nées à Lafé-Baleng
- Claudine Meffometou (1990), footballeuse
- Jacques Bonjawo (1960), scientifique et auteur d'ouvrages consacrés à la science et aux technologies
- Mimi Mefo Takambou (1989), journaliste